# Нижнє Тімерчеєво
Нижнє Тімерче́єво (рос. Нижнее Тимерчеево, чув. Анат Тимĕрчкасси) — присілок у складі Комсомольського району Чувашії, Росія. Входить до складу Тугаєвського сільського поселення.
Населення — 361 особа (2010; 387 у 2002).
Національний склад:
- чуваші — 98 %